# Римско гробље
Римско гробље се налази у засеоку Мојковићи у непосредној близини Милановића кућа, према старој железничкој станици, у селу Стапари код Ужица.
На Римском гробљу се налазе остаци великих надземних плоча правилног облика, међу мештанима познато као „Маџарско гробље”. Испитивање овог локалитета није завршено.
На локалитету „Римско гробље” отворена је у мају 2015. године јавна чесма, коју је група мештана засеока Мојковићи даровала свом селу. Чесму је свечано отворио председник МЗ Стапари Слободан Курлагић уз присуство представника градске власти, медија, пријатеља и мештана.